# Наумов, Николай Георгиевич
Николай Георгиевич Наумов (5 августа 1931, село Жердево, Орловская область, РСФСР, СССР — 28 апреля 2023, Ставрополь, Россия) — советский и российский государственный деятель. 
Председатель горисполкома Ставрополя (1967—1971), начальник управления хлебопекарной макаронной промышленности Ставропольского крайисполкома (1971 — 1987), председатель Ставропольской городской думы (1996—2000), депутат Ставропольской городской Думы третьего созыва. Почётный гражданин города Ставрополя. Герой труда Ставрополья (2020).

## Биография
Родился 5 августа 1931 года в селе Жердево Новосильского района Орловской области. В 1944 году окончил начальную школу в селе Жердево, в 1947 году — семилетнюю школу в деревне Шейно, в 1950 году — среднюю школу города Новосиля.
С 1950 по 1955 год учился в Московском институте электрификации и механизации сельского хозяйства по специальности «инженер-электрик». С 1955 по направлению работал старшим механиком в подсобном хозяйстве ХОЗУ КГБ СССР при совете министров СССР в Кисловодске. Затем назначен главным инженером управления «Водосвет» в Железноводске и Ессентуках.
28 марта 1962 года был избран председателем Ессентукского городского совета депутатов трудящихся.
С 1964 по 1966 год учился в Высшей партийной школе при ЦК КПСС.
С 1967 по 1971 год председатель горисполкома города Ставрополя. По его инициативе создан генеральный план развития города Ставрополя. Генплан включал в себя строительство объездных дорог вокруг города, цирка, гостиницы «Турист», плавательного бассейна. В 1967 году по его предложению был открыт мемориал «Огонь Вечной славы».
Во время службы на посту председателя горисполкома города Ставрополя работал в одной команде с Михаилом Горбачевым.
С 1971 года работал начальником управления хлебопекарной и макаронной промышленности Ставропольского крайисполкома. Под его руководством в крае шло строительство хлебокомбинатов. В 1987 году был отправлен в отставку.
В марте 1996 года избран председателем Ставропольской городской думы II созыва. С 2000 по 2004 год депутат Ставропольской городской думы III созыва. До 2007 года работал Советником главы города Ставрополя Дмитрия Кузьмина.
Также работал заместителем председателя Совета ветеранов города Ставрополя. С 2012 года член общественного совета при администрации города Ставрополя.
Скончался 28 апреля 2023 года на 92-м году жизни.

## Награды
Награждён орденами и медалями: Орден «Знак Почёта» (1971), Медаль «Ветеран труда» (1984), Медаль «В ознаменование 100-летия со дня рождения Владимира Ильича Ленина» (1970), Медаль «За доблестный труд в Великой Отечественной войне 1941—1945 гг.» (1996), Медаль города Ставрополя «За усердие и полезность» (2002). В 2013 году удостоен звания «Почётный гражданин города Ставрополя». В 2016 году награждён медалью "За заслуги перед Ставропольским краем". В 2020 году удостоен звания "Герой труда Ставрополья". В 2022 году был удостоен звания "Почетный гражданин города-курорта Ессентуки".
Ветеран Великой Отечественной войны.

## Личная жизнь
В браке с Галиной Александровной Наумовой. Имел 5 детей, 6 внуков, 4 правнуков (2016). Увлекался спортом и моржеванием.